# Idioma chiapaneco
El idioma chiapaneco es una lengua de México que en la actualidad se considera extinta. Su territorio étnico tradicional correspondía al municipio de Chiapa de Corzo y a toda la depresión central del estado mexicano de Chiapas. El chiapaneco era el idioma hablado por los antiguos chiapanecas o soctones. Se conservan en el habla española algunos apellidos, toponimias, nombres de objetos, danzas tradicionales y tradiciones.
Poco se sabe de la lengua chiapaneca que perduró hasta mediados del siglo XX en Chiapa de Corzo y zonas aledañas como Suchiapa, Chiapilla, Acala y toda la depresión central de Chiapas. Se cree que la última persona que sabía hablar esta lengua habría fallecido en la década de 1950, la causa de la extinción de este idioma fue el progresivo abandono de su uso, por estar estigmantizado entre mestizos y criollos, además de la gran influencia del español que al final ocupó su lugar en la población autóctona. Pocos son los trabajos que se han publicado sobre esta debido a los escasos documentos que la registran.
En 1990, Ethnologue documentaba la existencia de diecisiete hablantes de chiapaneco en el estado de Chiapas, pero las investigaciones posteriores no han podido verificar la existencia de hablantes por lo que se considera que la lengua está probablemente extinta.
Desafortunadamente la información proporcionada sobre la etnia chiapaneca respecto a su idioma, carece de datos específicos, lo histórico queda comprendido dentro de lo lingüístico, en lo referente al origen y distribución de lengua y su relación filogenética.

## Aspectos históricos, sociales y culturales

### Historia
Parece ser que los chiapanecos, constituían un grupo numeroso y políticamente importante que nunca pudo ser dominado por los mexicas, a los que resistió tenazmente. También guerrearon contra los tzotziles y tzeltales e impusieron tributo a los zoques. Una obra de 1776, Colección de documentos inéditos relativos a la iglesia de Chiapas el obispo Orozco y Jiménez informa que el chiapaneco se hablaba en las localidades de Acala, Chapilla, Chiapa de Santo Domingo y Suchiapa. En estos municipios el autor identificaba 1449 hablantes de chiapaneco y 990 de español.

### Toponimia
Ndiliñumbu Nombrado Diliyumbú, contracción de Ndiliñumbure (Cerro del tigre), de Ndili (Cerro) y Ñumbú por Numbure (Tigre). Colina situada en Culatii, donde sale el danzante llamado Calalá.
Calaahlau Calaahlau (donde el venado o ciervo del cielo), de Ca- (part. locativa), Lahaa (venado o ciervo), y Na lau (jícara. Jicalpextle). Como metáfora, una jícara o un jicalpextle con fondo azul representaban el cielo los chiapanecas. La constelación del Can Menor o Canícula era llamada Nalaalau (ciervo o venado del cielo) por los chiapanecas, con la misma idea figurada que tiene la Canícula o Can Menor (perrito) actualmente, que acompaña al sol en su salida en la temporada de la Canícula, y que para los chiapanecas era un venado (Lahaa), el que lo hacía de acompañante. Danza ritual chiapaneca al solsticio de verano, representada en el cerro del tigre (Ndiliñumburé) el jueves de Corpus Cristo en la finca Culatii (El algodonal). Personificado por un hombre vestido de venado y nueve vestidos de tigre.
Culautii El algodonal. De Cu- (prefijo abundancial), y Lautii (plural de algodón). Finca rústica al SE de Chiapa distante dos kilómetros, donde siempre ha salido el Calalá el Jueves de Corpus.

### Apellidos
Nandayapa, Nandayapá,(arroyo verde) Nuricumbo, Nuricumbó,(pájaro pescador) Nandacacué, Nandalumí, Nandiumé,(arrollo colorado) Nandambúa,(arrollo de la tinaja) Tondopó, Nangularí, Nambaó, Nangullasmú, Tawa, Nuriulú, (serpiente emplumada) Tipacamú, Chintulí, Nanguelú, Nangusé, Nango, Nigenda, Nanguyúri, Nampulá, Nandayacutí, y Nucamendi

## Clasificación

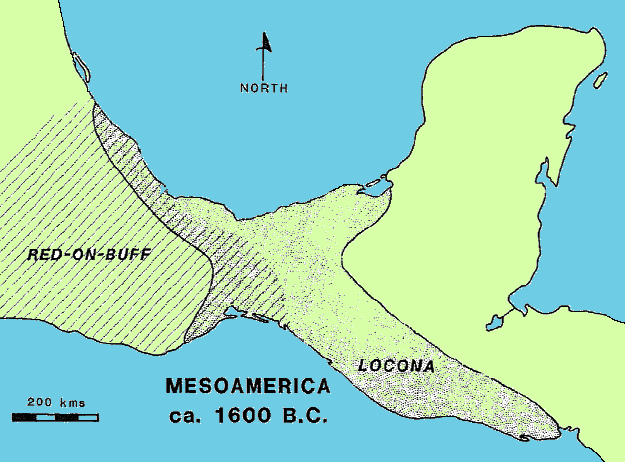
Intercambio Centroamérica y Mesoamérica.

Filológicamente, se ubica al idioma chiapaneco en la rama mangueana del grupo otomangue oriental, que a su vez forma parte de la familia lingüística otomangueana. El proto-chiapaneco-mangue fue reconstruido por Rensch (1966).
El chiapaneco era un idioma muy cercano al mangue-chorotega, hablado en Nicaragua hasta el siglo XIX y extinto en la actualidad. El primer autor conocido que reconoció el parentesco entre el chiapaneco y el mangue fue el abate Brasseur de Bourbourg que coleccionaba documentos de lenguas americanas, que escribió en 1871: «[La lengua chiapaneca] no se parece a ninguna otra lengua entre quienes hablan en la Provincia [Chiapas] y no parece tener verdadera analogía más que con la de los dirianes [es decir, mangues o chorotegas] de Nicaragua».

Elle [la lengua chiapaneca] ne resemble à aucun autre idiome parmi ceux qu'on parlati dans la province [Chiapas] et ne parait d'avoir d'analogie réel qu'avec des Dirians [es decir, mangues] de Nicaragua

Tres años después Berendt tuvo ocasión de copiar un manuscrito sobre el mangue que preparó Juan Eligio de la Rocha en 1842, y que le sirvió para formar un vocabulario comparado de chiapaneco y mangue, trabajo que no se llegó a publicar pero que más tarde usó Brinton.

## Descripción lingüística
El sistema fonológico del chiapaneco se conoce de manera imperfecta, ya que las fuentes antiguas tienen una ortografía deficiente y es preciso interpretar algunas ortográficas idiosincráticas de cada autor. Fernández de Miranda y Weitlaner sobre la base de las fuentes antiguas y modernas proponen un inventario consonántico interpretado muy similar al del proto-chiapaneco-mangue, El idioma estaba constituido por 22 formas de fonemas de entrada. Salvo los fonemas convencionales de uso común en el castellano, tales como A, C, como ca, co, cu; I, L, M, N, Ñ, O, P, R, como ere S, T, U,; los restantes complementarios Nb, Qh, como ch, Nd, Ng, H como jota, Na´, Sh, Nyh y Y; como formas de entrada igualmente, consideradas fonéticamente como:
|             |             | Bilabial | Dental | Palatal | Velar | Glotal |
| ----------- | ----------- | -------- | ------ | ------- | ----- | ------ |
| Oclusiva    | sorda       | p        | t      |         | k     | ʔ      |
| Oclusiva    | sonora      | mb       | nd     |         | ŋg    |        |
| Africada    | Africada    |          |        | č       |       |        |
| Fricativa   | Fricativa   |          | s      |         |       | h, hw  |
| Nasal       | Nasal       | m        | n      | ñ       | M     | M      |
| Líquida     | Líquida     |          | l, r   |         |       |        |
| Aproximante | Aproximante | w        |        | j       |       |        |

El fonema /M/ es transcrito de diversas maneras <m~hm~jm> lo que hace suponer que es una combinación de una fricativa velar o laringal más una nasal bilabial, sin embargo, debido a que no existen otros grupos consonánticos de este tipo en chiapaneco, se analiza como un fonema único, dado que el valor fonético exacto es dudoso.